# Johann Peter Sieveking

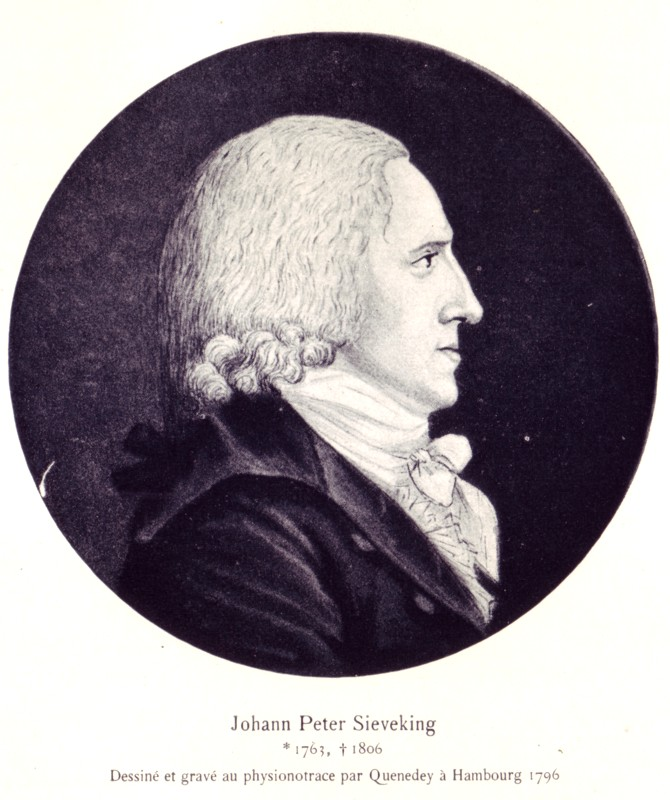
Johann Peter Sieveking, Miniatur von Edme Quenedey 1796

Johann Peter Sieveking (* 16. Dezember 1763 in Hamburg; † 30. November 1806 in Hanau) war ein hamburgischer Jurist und Diplomat.

## Leben
Er war der dritte Sohn des Kaufmanns Peter Niclaes Sieveking, der Mitte des 18. Jahrhunderts aus Westfalen eingewandert war und das Hamburger Bürgerrecht erworben hatte. Anders als seine beiden älteren Brüder Georg Heinrich und Heinrich Christian wurde Johann Peter nicht Kaufmann, sondern absolvierte ein Jurastudium in Göttingen, das er 1790 mit einer von praktischer Sachkenntnis gekennzeichneten Dissertation über „Seeassekuranz“ abschloss. 1792 wurde er als Syndikus in den hamburgischen Senat gewählt und war fortan unter anderem für die auswärtigen Beziehungen zu Dänemark, Spanien und Portugal zuständig. Als ständiger Gesandter beim Reichstag in Regensburg war er ab 1802 an den Verhandlungen zum Reichsdeputationshauptschluss beteiligt. Dabei erreichte er unter anderem die Wahrung der Unabhängigkeit der drei Hansestädte sowie die Übertragung des säkularisierten Hamburger Domes mit allen Besitztümern an die Stadt Hamburg.
Auf der Rückreise vom Reichstag 1806 starb er plötzlich in Hanau, wo er auch begraben wurde.

## Werke
- Dissertatio Inauguralis Iuridica De Assecuratione Maritima Nomine Alterius Contracta. Dieterich, Göttingen 1790, 11882972 im VD 18.
- (deutsche Ausgabe): Von der Assecuranz für Rechnung eines ungenannten Versicherten. Dieterich, Göttingen 1791, 10273662 im VD 18.
- [Denkschrift, das Hamburger Domkapitel betreffend]: … Regensburg den 1sten August 1803. [Regensburg] [1803]